# María Teresa Ramírez

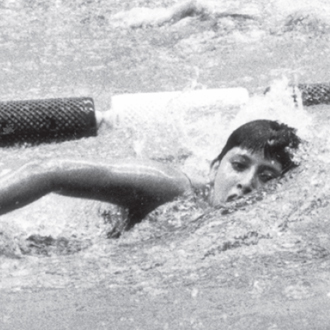
María Teresa Ramírez (1968)

María Teresa Ramírez Gómez (* 15. August 1954 in Mexiko-Stadt) ist eine ehemalige mexikanische Schwimmerin, die an den Olympischen Spielen 1968 und 1972 teilgenommen hat.

## Leben
Eigentlich sollte María Teresa Ramírez einmal eine große Konzertpianistin werden. Im Alter von fünf Jahren begann sie, Klavier zu spielen und bereits zwei Jahre später erhielt sie Angebote für Konzertauftritte. Doch insgesamt fühlte sie sich in ihrer Rolle als Pianistin einsam und lebte dagegen während des Schwimmtrainings auf. Als Achtjährige traf sie die Entscheidung, sich ganz ihrer Leidenschaft, dem Schwimmen, zu widmen und das professionelle Klavierspiel aufzugeben.
Schon bald war sie auch beim Schwimmen erfolgreich und gewann als Elfjährige bei den Zentralamerika- und Karibikspielen 1966 in Puerto Rico drei Bronzemedaillen.
Bei den Olympischen Spielen 1968 in ihrer Heimatstadt durfte sie aufgrund einer besonderen Erlaubnis zu Hause schlafen und musste nicht im von ihr ungeliebten olympischen Dorf übernachten.  Am 20. Oktober nahm sie am großen Finale über 400 Meter teil und belegte den sechsten Platz. Vier Tage später holte sie die Bronzemedaille über 800 Meter Freistil und trug sich somit in die Liste der olympischen Medaillengewinner aus Mexiko ein.
Bei den Zentralamerika- und Karibikspielen 1970 in Panama gewann sie achtmal Gold, einmal Silber und zweimal Bronze, was ihr den Spitznamen Reina de la Natación (Königin des Schwimmens) einbrachte.